# 財津和夫
財津 和夫（ざいつ かずお、1948年〈昭和23年〉2月19日 - ）は、日本のシンガーソングライター、作曲家、音楽プロデューサー、ラジオDJ、俳優。大阪芸術大学芸術学部演奏学科教授。血液型O型。福岡県福岡市出身。
ブリティッシュロックグループ「チューリップ」のリーダーで、「和製ポール・マッカートニー」と呼ばれる日本のメロディメーカーと評されている。

## 来歴・人物

### 生い立ち
5人兄弟の末っ子として生まれる。「和夫」という名前は、福岡の自宅の近くにあった昭和鉄工の「和」の字を採ったという。
両親は戦時中に日本統治時代の朝鮮で生活をしており、敗戦と共に福岡の親戚を頼って日本へ引き揚げ、福岡競輪場で食堂を営んでいた。食堂は、引き揚げ後に住んでいた地域が競輪場建設地となり、立ち退きの見返りに営業権を得たもので、母親が調理師免許を取って切り盛りした。両親の引き揚げ後に産まれた和夫は、兄弟の中で唯一の福岡生まれであった。長男と次男は財津が生まれる前に他界していたため、3人兄弟で育った。
子供のころから映画を観たりFENを聴いたりして、アメリカに憧れを持ち、その影響の延長で洋楽にはまって高校時代にビートルズに憧れるようになった。自宅は何度も立ち退きに遭い、小学生時代だけで3回も転校している。競輪場閉鎖に伴い、母親は家電メーカーの住み込み寮母となり、父親も用務員として働き、手狭なため兄たちは家を出て、親子3人で寮の四畳半で中学から高校卒業まで暮らした。

### ミュージシャンとして
1963年、福岡県立香椎高校に入学。ブラスバンド同好会に入り、アルトホルンを担当。映画好きなことから映画同好会も立ち上げたが、こちらはすぐ自然消滅したという。在学中に上記のビートルズに憧れ、独学でギターを学んだ。1966年に高校を卒業するが、一年間浪人する形で受験勉強をした。翌年、西南学院大学法学部に合格して入学するが（のちに中退）、浪人中にビートルズをそれほど好きではなかった女子の友人にチケットを譲ってもらい、武道館コンサートを観るために上京し観賞していた。
大学に入学すると、吉田彰と共に和製ビートルズを目指して、1969年にチューリップの前身となる「ザ・フォーシンガーズ」を結成するが、業界からは認められなかった。1971年、バンド名を「チューリップ」に改名する。のちに海援隊や甲斐バンド、井上陽水などを生んだ福岡市の音楽喫茶「照和」でライブ活動を展開し、人気を博した。
メジャーデビューを目指し、福岡時代の旧知で、当時ビートルズのレコードを手がけた東芝音楽工業（後のEMIミュージック・ジャパン）のディレクターだった新田和長を頼って自らデモテープを売り込み、1972年に東芝音工よりシングル「魔法の黄色い靴」でレコードデビューを果たす。同年にアルバム『魔法の黄色い靴』を、翌年には2枚目のシングルとアルバムをリリースするも売れない日々が続いたが、3枚目のシングル「心の旅」（1973年。リードボーカルは姫野達也）が発売5ヵ月後にオリコンチャート第1位を獲得（チューリップとして、現在まで唯一のオリコン週間チャート1位獲得曲）。連日のようにテレビ音楽番組に出演するなど、一躍スターダムにのし上がる。
「夏色のおもいで」は、松本隆のプロとして最初期の曲（チューリップでメンバー以外が作詞した唯一の曲）であり、松本がこの曲の作詞で作曲家筒美京平に認められ、後の黄金コンビ結成のきっかけとなった。その後も財津自身がボーカルをとった「青春の影」（1974年）、「サボテンの花」（1975年）、「虹とスニーカーの頃」（1979年）などを次々と発表した。
チューリップとしての活動と平行してソロでの音楽活動も展開し、1978年にシングル「二人だけの夜」でソロデビューを果たしている。同年、NHK番組『みんなのうた』に採用された「切手のないおくりもの」は、のちに小学校の音楽科の授業で使用される歌集などにも掲載された。1979年には、2枚目のシングル「Wake Up」がテレビCMに起用されるなどヒットチャートを賑わせた。同時に、作曲家として木之内みどり、松田聖子、沢田知可子、藤井フミヤなど多くのアーティストに楽曲を提供した。
一方で、チューリップはメンバーの脱退・加入を繰り返し、1989年に解散した。

### 俳優として
1976年、TBSドラマ『三男三女婿一匹』（宝井隆役）に準レギュラーとして出演。このきっかけは、多分あべ静江（当時チューリップと同じ事務所所属だった）が出ていたつながりだったのではないか、と自ら語っている。これ以降、俳優としても数多くの作品に出演する。
1984年、角川映画『メイン・テーマ』（御前崎渡役）、1986年、東宝映画『そろばんずく』（クライアント波野役）、1990年、松竹映画『つぐみ』（恭一の兄・高橋役）など、映画にも出演している。愛情物語では同郷出身で同じビートルズに影響を受けた鮎川誠と共演している（鮎川は久留米市出身）。

### その他
1986年には音楽番組『財津和夫のPOPS探偵団』（フジテレビ）で司会を担当。1975年からパーソナリティを務めたラジオ番組『財津和夫の人生ゲーム』（東海ラジオ）は1988年3月に終了するまで13年間続いた長寿番組になった。同番組は2001年に『財津和夫の人生ゲーム21〜心の旅〜』として再スタートした。
CM楽曲提供、ミュージカル音楽製作、エッセイ集執筆などの活動も精力的に行い、多彩な表現者としての一面も見せている。共栄火災海上保険のイメージキャラクターも務めている。1985年に同郷の女性と結婚し、一男一女がいる。長女の財津慶子は、2010年代前半の一時期、青二プロダクションに所属して声優活動を行っていた。
実在のアイドルだけでなくバーチャルアイドル（恋愛シミュレーションゲーム『ときめきメモリアル』のヒロイン・藤崎詩織）にも楽曲提供している。

## エピソード
自身の結婚について、結婚式もやってないし披露宴もしてないと話す。しかし、その時は何だそんなもんという気持ちだったが、若気の至りの一つだったとも語っている。
2008年、チューリップメンバーは、NHKの企画で『Tulip 青春のラストラン』に出演した。同番組は、35年間の歴史に終止符を打ったチューリップの軌跡をたどるものであった。
つのだ☆ひろとは上京して以来の友人。つのだは、たまたま見たデビュー前のチューリップに魅了され、プライベートで付き合うことになった。当時、財津がチューリップのメンバーと共同生活をしていた南青山のアパートにつのだはよく出入りをしていた。
一方、小田和正とは古い友人で、昔は2人でよくゴルフに行っていたという。出会いは1969年の「ライト・ミュージック・コンテスト」に共に出場したのがきっかけで、オフコースは自分の憧れだったと語っている。オフコースのファンクラブ「オフコース・ファミリー」の第1期（1973年）会員で、申し込んだのは発起人の3人のすぐ後の4番目だったが、係の人によって「キリのいい番号」として、会員番号10番となったという。
2016年9月8日、NHKの番組『ファミリーヒストリー』では、財津家は元々熊本阿蘇地方をルーツに持つ熊本藩の藩士であり、父は婿養子で、財津一郎とは遠い親戚であることがわかった。
2017年6月、大腸がんの罹患を告白。「チューリップ45周年ツアー」は4公演が中止となり、治療に専念することを明らかにした。
2018年9月、チューリップでのコンサートツアーで活動を再開。計27公演を完走した。
2020年9月、松田聖子に36年ぶり（松田作詞曲へは37年ぶり）に、「風に向かう一輪の花」を提供。
2021年2月7日、NHK BS1で放送された『ザ・ヒューマン「人生はひとつ でも一度じゃない〜財津和夫〜」』で「いろんな曲を作ってきて、なんかもう自分で新しいと感じるものはないなと。ずいぶん長いことやってきたので、これでもう、できなくなってもいいのかなって」と引退を考えていた矢先、故郷福岡の西鉄グランドホテルからの要請を引き受け、2019年より作詞講座を始めたのが転機となり、2020年12月、10年ぶり新曲「人生はひとつ でも一度じゃない」を完成させた。更に2020年12月人生初のオンラインライブを開催したことも明かしている。
2021年8月25日、吉田栄作が新曲として「人生はひとつ でも一度じゃない」（財津のカバー曲）を配信リリースした。
2020年2月26日、新型コロナウイルス感染拡大の影響で予定されていた姫野達也を迎えてのジョイントコンサート「財津和夫コンサート2020with姫野達也～All Izz Well～ 追加公演」、講演会などが中止、延期、振替公演、再延期を繰り返していた。しかし、感染が全国的に落ち着いた2021年10月1日よりコンサート「財津和夫コンサート2021 with 姫野達也～All Izz Well～」、講演会など本格的に活動を再開した。
2021年10月28日、故郷の福岡市民会館（振替公演）で行われた姫野とのジョイントコンサートの模様を2021年11月15日放送のニュースブリッジ北九州（NHK北九州）、2021年11月17日放送のロクいち!福岡（NHK福岡 / NHKプラスでは2021年11月17日19時から2021年11月24日19時まで見逃し配信）での特集コーナーとして財津本人がVTR出演した。

## ディスコグラフィ

### シングル
| #                          | 発売日            | タイトル                           | B面                                           | 規格              | 規格品番          |
| 東芝EMI / EXPRESS          | 東芝EMI / EXPRESS | 東芝EMI / EXPRESS                  | 東芝EMI / EXPRESS                             | 東芝EMI / EXPRESS | 東芝EMI / EXPRESS |
| -------------------------- | ----------------- | ---------------------------------- | --------------------------------------------- | ----------------- | ----------------- |
| 1st                        | 1978年5月20日     | 二人だけの夜                       | 悪魔の子守唄                                  | EP                | ETP-10418         |
| 2nd                        | 1979年12月20日    | Wake Up                            | ル・デクラン                                  | EP                | ETP-10663         |
| 3rd                        | 1980年10月5日     | 一枚の絵                           | そして また あなたへ                          | EP                | ETP-17064         |
| 日本コロムビア / TRIAD     |                   |                                    |                                               |                   |                   |
| 4th                        | 1987年1月1日      | 償いの日々                         | 愛にふれたとき                                | EP                | AH-790            |
| 5th                        | 1988年1月1日      | ラブ・ストーリーを君に             | サボテンの花                                  | EP                | AH-892            |
| 5th                        | 1988年2月21日     | ラブ・ストーリーを君に             | サボテンの花                                  | 8cmCD             | 10CA-8007         |
| 6th                        | 1988年10月1日     | 太陽のゴール                       | ONE AND ONLY                                  | 8cmCD             | 10CA-8093         |
| 7th                        | 1988年12月1日     | 冬のメイン・ストリート             | 子供たちのためのクリスマス                    | 8cmCD             | 10CA-8134         |
| 8th                        | 1990年6月10日     | Dream With You                     | 青春の影                                      | 8cmCD             | CODA-8531         |
| パイオニアLDC              |                   |                                    |                                               |                   |                   |
| 9th                        | 1992年4月25日     | ミス・ベスト・ワン                 | 時が経てば                                    | 8cmCD             | PIDL-1055         |
| 10th                       | 1992年11月11日    | 誰が許すの 君のわがままを          | 本当の言葉                                    | 8cmCD             | PIDL-1063         |
| 11th                       | 1993年4月28日     | サボテンの花〜ひとつ屋根の下より〜 | しわくちゃのスーツ                            | 8cmCD             | PIDL-1077         |
| 12th                       | 1993年11月10日    | メルティング                       | Mexicoへ青い空                                | 8cmCD             | PIDL-1088         |
| 13th                       | 1995年4月26日     | Everlasting                        | 愛はちっとも難しくない バタートーストかじって | 8cmCD             | PIDL-1108         |
| 14th                       | 1996年5月22日     | サボテンの花                       | Weekday love woman                            | 8cmCD             | PIDL-1164         |
| ビクターエンタテインメント |                   |                                    |                                               |                   |                   |
| 15th                       | 1997年4月23日     | ひまわりの家                       | ひまわりの家 (オリジナル・カラオケ)           | 8cmCD             | VIDL-30018        |
| 16th                       | 1998年5月21日     | ユア・ベスト・フレンド             | ちょうど                                      | 8cmCD             | VIDL-30234        |
| 17th                       | 1998年9月23日     | 「ストーヴ」                       | ぼくは君のゴミじゃない                        | 8cmCD             | VIDL-30356        |
| 18th                       | 1999年6月23日     | FOR YOUR SONG                      | それがボクのおとうさん                        | 8cmCD             | VIDL-30433        |
| 19th                       | 1999年9月22日     | GOAL                               | この世の端でも                                | 8cmCD             | VIDL-30443        |
| 20th                       | 20016月21日       | ふたりなら                         | 小さな奇蹟 さわぐ心                           | Maxi              | VICL-35266        |

### 企画シングル
| 発売日                 | タイトル                   | B面                    | 規格                   | 規格品番               |
| 日本コロムビア / TRIAD | 日本コロムビア / TRIAD     | 日本コロムビア / TRIAD | 日本コロムビア / TRIAD | 日本コロムビア / TRIAD |
| ---------------------- | -------------------------- | ---------------------- | ---------------------- | ---------------------- |
| 1993年4月21日          | サボテンの花 ('87 Version) | 青春の影 ('90 Version) | 8cmCD                  | CODA-184               |

### 配信限定シングル
| #                                  | 発売日                             | タイトル                           | B面                                | 規格                               |
| ユニバーサルミュージック / EXPRESS | ユニバーサルミュージック / EXPRESS | ユニバーサルミュージック / EXPRESS | ユニバーサルミュージック / EXPRESS | ユニバーサルミュージック / EXPRESS |
| ---------------------------------- | ---------------------------------- | ---------------------------------- | ---------------------------------- | ---------------------------------- |
| 1st                                | 2022年3月2日                       | 想い出に話しかけてみた             | 人生はひとつ でも一度じゃない      | 音楽配信                           |

### アルバム

#### オリジナル・アルバム
|                            | 発売日            | タイトル                 | 規格              | 規格品番          |                   |
| 東芝EMI / EXPRESS          | 東芝EMI / EXPRESS | 東芝EMI / EXPRESS        | 東芝EMI / EXPRESS | 東芝EMI / EXPRESS | 東芝EMI / EXPRESS |
| -------------------------- | ----------------- | ------------------------ | ----------------- | ----------------- | ----------------- |
| 1st                        | 1978年5月5日      | 宇宙塵                   | LP                | ETP-80016         |                   |
| 2nd                        | 1980年4月25日     | I need you and YOU       | LP                | ETP-80127         |                   |
| 日本コロムビア / TRIAD     |                   |                          |                   |                   |                   |
| 3rd                        | 1987年1月1日      | City Swimmer             | LP                | AF-7437           |                   |
| 3rd                        | 1987年1月1日      | City Swimmer             | CD                | 33CA-1350         |                   |
| 4th                        | 1990年10月1日     | I must be crazy          | CD                | COCA-6630         |                   |
| パイオニアLDC              |                   |                          |                   |                   |                   |
| 5th                        | 1992年4月25日     | 「もうひとつ」の愛       | CD                | PICL-1030         |                   |
| 6th                        | 1993年10月8日     | Naked Heart              | CD                | PICL-1063         |                   |
| 7th                        | 1995年5月12日     | 愛はちっとも難しくない   | CD                | PICL-1104         |                   |
| ビクターエンタテインメント |                   |                          |                   |                   |                   |
| 8th                        | 1998年10月21日    | ONE WORD                 | CD                | VICL-60303        |                   |
| 9th                        | 1999年10月21日    | PRIVATE MOON             | CD                | VICL-60449        |                   |
| 10th                       | 2001年9月21日     | Rainbows                 | CD                | VICL-60783        |                   |
| 11th                       | 2009年10月28日    | ふたりが眺めた窓の向こう | CD                | VICL-63406        |                   |

#### セルフカバー・アルバム
|                            | 発売日                 | タイトル                 | 規格                   | 規格品番               |                        |
| 日本コロムビア / TRIAD     | 日本コロムビア / TRIAD | 日本コロムビア / TRIAD   | 日本コロムビア / TRIAD | 日本コロムビア / TRIAD | 日本コロムビア / TRIAD |
| -------------------------- | ---------------------- | ------------------------ | ---------------------- | ---------------------- | ---------------------- |
| 1st                        | 1987年12月21日         | Z氏の悪い趣味            | LP                     | AF-7469                |                        |
| 1st                        | 1987年12月21日         | Z氏の悪い趣味            | CD                     | 33CA-2079              |                        |
| パイオニアLDC              |                        |                          |                        |                        |                        |
| 2nd                        | 1992年12月10日         | CALL                     | CD                     | PICL-1047              |                        |
| ビクターエンタテインメント |                        |                          |                        |                        |                        |
| 3rd                        | 2004年9月1日           | サボテンの花〜grown up〜 | CD                     | VICL-61457             |                        |

#### ライヴ・アルバム
|                   | 発売日            | タイトル                                                 | 規格              | 規格品番          |                   |
| 東芝EMI / EXPRESS | 東芝EMI / EXPRESS | 東芝EMI / EXPRESS                                        | 東芝EMI / EXPRESS | 東芝EMI / EXPRESS | 東芝EMI / EXPRESS |
| ----------------- | ----------------- | -------------------------------------------------------- | ----------------- | ----------------- | ----------------- |
| 1st               | 1980年12月25日    | 財津和夫ソロ・コンサート・ライヴ 〜The Round About Way〜 | LP                | ETP-90047         |                   |

#### ベスト・アルバム
|                            | 発売日            | タイトル                                                        | 規格              | 規格品番          |                   |
| 東芝EMI / EXPRESS          | 東芝EMI / EXPRESS | 東芝EMI / EXPRESS                                               | 東芝EMI / EXPRESS | 東芝EMI / EXPRESS | 東芝EMI / EXPRESS |
| -------------------------- | ----------------- | --------------------------------------------------------------- | ----------------- | ----------------- | ----------------- |
| 1st                        | 1990年1月18日     | 14 ENTRANCE                                                     | CD                | TOCT-5628         |                   |
| 日本コロムビア / TRIAD     |                   |                                                                 |                   |                   |                   |
| 2nd                        | 1991年10月1日     | THE BEST OF KAZUO ZAITSU                                        | CD                | COCA-9131         |                   |
| 2nd                        | 2017年8月30日     | 財津和夫 ゴールデン☆ベスト                                      | UHQCD             | COCP-40063        |                   |
| パイオニアLDC              |                   |                                                                 |                   |                   |                   |
| 3rd                        | 1993年6月9日      | MINI BEST from TV                                               | CD                | PICL-1058         |                   |
| 東芝EMI / EXPRESS          |                   |                                                                 |                   |                   |                   |
| 4th                        | 1995年2月22日     | Big Artist Best Collection Kazuo Zaitsu                         | CD                | TOCT-8835         |                   |
| パイオニアLDC              |                   |                                                                 |                   |                   |                   |
| 5th                        | 1997年4月23日     | BEST OF KAZUO ZAITSU サボテンの花〈“ひとつ屋根の下”より〉       | CD                | PICL-1144         |                   |
| 6th                        | 1999年12月22日    | BEST SELECTION                                                  | CD                | PICL-1195         |                   |
| ビクターエンタテインメント |                   |                                                                 |                   |                   |                   |
| 7th                        | 2009年12月16日    | 財津和夫の曲たちI 〜究極!財津和夫の名曲ここに集結!!ソロベスト〜 | CD                | VICL-63503        |                   |
| 8th                        | 2012年3月21日     | 財津和夫ワークス 〜40周年を記念して〜                           | CD                | VICL-63857        |                   |

#### 企画アルバム
|                            | 発売日                     | タイトル                   | 規格                       | 規格品番                   |                            |
| ビクターエンタテインメント | ビクターエンタテインメント | ビクターエンタテインメント | ビクターエンタテインメント | ビクターエンタテインメント | ビクターエンタテインメント |
| -------------------------- | -------------------------- | -------------------------- | -------------------------- | -------------------------- | -------------------------- |
| 1st                        | 2002年8月7日               | ZAITSU SONGS 〜CINEMATIC〜 | CD                         | VICL-60910                 |                            |
| 2nd                        | 2003年10月22日             | ZAITSU SONGS 〜アカペラ〜  | CD                         | VICL-61225                 |                            |

#### コンピレーション・アルバム
|                            | 発売日                     | タイトル                                                  | 規格                       | 規格品番                   |                            |
| ビクターエンタテインメント | ビクターエンタテインメント | ビクターエンタテインメント                                | ビクターエンタテインメント | ビクターエンタテインメント | ビクターエンタテインメント |
| -------------------------- | -------------------------- | --------------------------------------------------------- | -------------------------- | -------------------------- | -------------------------- |
| 1st                        | 2009年12月16日             | 財津和夫の曲たちII 〜たくさんのアーティストへの提供曲集〜 | CD                         | VICL-63504                 |                            |

### 参加作品
| 発売日       | 商品名   | 歌                             | 楽曲         | 備考                                              |
| ------------ | -------- | ------------------------------ | ------------ | ------------------------------------------------- |
| 1985年6月1日 | 今だから | 松任谷由実・小田和正・財津和夫 | 「今だから」 | 『国際青年年記念 ALL TOGETHER NOW』イメージソング |

### タイアップ
| 曲名                               | タイアップ                                                      | 時期   |
| ---------------------------------- | --------------------------------------------------------------- | ------ |
| Wake Up                            | SEIKO CMソング                                                  | 1979年 |
| Wake Up                            | アサヒ飲料『ワンダ モーニングショット』CMソング                 | 2002年 |
| 一枚の絵                           | TBS系ドラマ『しあわせ戦争』主題歌                               | 1980年 |
| そして また あなたへ               | TBS系ドラマ『しあわせ戦争』挿入歌                               | 1980年 |
| ラブ・ストーリーを君に             | 映画『ラブ・ストーリーを君に』主題歌                            | 1988年 |
| 太陽のゴール                       | 福岡市民総合スポーツ大会 イメージソング                         | 1988年 |
| Dream With You                     | トヨタ・ニュー・カリーナCMソング                                | 1989年 |
| ミス・ベスト・ワン                 | TBS系『ブロードキャスター』エンディングテーマ                   | 1992年 |
| 君の部屋のソファ                   | テレビ東京系『水着でKISS ME 僕のラブストーリー』テーマソング    | 1992年 |
| 誰が許すの 君のわがままを          | テレビ朝日系『柴門ふみセレクション』エンディング・テーマ        | 1992年 |
| 銀の指環                           | フジテレビ系『なるほど!ザ・ワールド』エンディングテーマ         | 1992年 |
| サボテンの花〜ひとつ屋根の下より〜 | フジテレビ系ドラマ『ひとつ屋根の下』主題歌                      | 1993年 |
| ミス・ベスト・ワン                 | TBS系『ニュースの森』エンディングテーマ                         | 1993年 |
| Everlasting                        | '95メナード 年間テーマソング                                    | 1995年 |
| バタートーストかじって             | 雪印バターハーフ CMソング                                       | 1995年 |
| サボテンの花                       | 宝焼酎「純レジェンド」CMソング                                  | 1996年 |
| Weekday love woman                 | ロッテクールミントガム CMソング                                 | 1996年 |
| ひまわりの家                       | 映画『クレヨンしんちゃん 暗黒タマタマ大追跡』エンディングテーマ | 1997年 |
| ユア・ベスト・フレンド             | 宝酒造『純レジェンド』TV-CFイメージソング                       | 1998年 |
| Straight Way                       | 近畿ろうきん '98〜'99 TV-CFイメージソング                       | 1998年 |
| FOR YOUR SONG                      | 大正製薬「アルフェミニ」CMソング                                | 1999年 |
| ふたりなら                         | 博多座『ロミオとジュリエット2001』主題曲                        | 2001年 |
| 小さな奇蹟                         | 共栄火災 CMソング                                               | 2001年 |
| さわぐ心                           | 朝日放送『ガラスの地球を救え』キャンペーンイメージソング        | 2001年 |

## 提供曲

### 他アーティストへの提供曲
特記のない楽曲は作曲のみ。
- 中孝介 - 『わたしの空』（作詞・作曲）
- あべ静江 - 『私は小鳥』（作詞・作曲・編曲）『心の音』（作詞・作曲）『いたずら書き』（作詞・作曲・編曲）
- ISSA - 『生きてる途中』（作詞・作曲）
- 井上昌己 - 『瞳(まなざし)』
- 岩崎宏美 - 『20の恋』
- Wink - 『思い出の味方』『それでもいいの』
- 岡田有希子 - 『花鳥図』『みずうみ』
- GAO - 『夢のひと』『瞳をとじて』『風追い』
- 嘉門達夫-『君がいた季節』
- 川田あつ子 - 『秘密のオルゴール』『哀しみよ今日は』
- 木之内みどり - 『グッド・フィーリング』『学生通り』
- 倉木麻衣 - 『永遠より ながく』
- 酒井法子 - 『Dream Call』『もうすぐの予感』
- 坂上香織 - 『赤いポシェット』『砂時計』
- 佐野量子 - 『レタスの恋愛レポート』『去年のRain』『DEAR GIRL』『風の花束』
- 沢田知可子 - 『会いたい』『片思い』『仲良しになりたい』
- 椎菜 - 『ヘッド・フォーンはつけないで』（作詞・作曲）
- 島田奈美 - 『ハロー・レディ』
- 玉利かおる - 『突然の天使』
- Dual Dream - 『I Say Hello』（作詞・作曲・編曲）『See You Tomorrow』
- 寺尾友美 - 『好きだったのに』『僕たちの恋』『あなたがいれば』『ずっと逢いたかった』
- 中森明菜 - 『ヴィーナス誕生』『時にはアンニュイ』
- 中山美穂 - 『クローズ・アップ』『瞳のかげり』
- 西口有香 - 『たとえば、春のしあわせのように』（作曲）[注 3][注 4]
- 西田ひかる - 『ほほえみに約束』
- 早瀬優香子 - 『ララバイ』
- 早見優 - 『一粒のリグレット』
- 伴都美子 - 『東京日和』
- 平原綾香 - 『今・ここ・私』『空に涙を返したら』『星つむぎの歌』『空一面の』（作詞・作曲）[25]
- 藤井フミヤ - 『ふたつの青空』（作詞・作曲）
- 藤崎詩織（金月真美） - 『教えてMr.Sky』、『Memories－地球はメリーゴーランド－』
- マイナスターズ - 『待ちわびて』
- 松田聖子 -『野の花にそよ風』（作詞・作曲）『白い貝のブローチ』『スピード・ボート』『Sailing』（作詞・作曲）『あ・な・たの手紙』（作詞・作曲）『小さなラブソング』『チェリーブラッサム』『野ばらのエチュード』『白いパラソル』『夏の扉』『花一色〜野菊のささやき〜』『Bye-bye Playboy』『HAPPY SUNDAY』『Blue Christmas』『December Morning』『星空のドライブ』『水色の朝』『未来の花嫁』『流星ナイト』『LOVE SONG』『レンガの小径』『愛されたいの』『風に向かう一輪の花』[26]『私の愛』（作詞・作曲）[27]
- 森山良子 - 『バス通り裏』
- 山口かおり - 『フィフティーン・ラブ 〜口唇の秘密』
- 芳本美代子 - 『雨のハイスクール』『心の扉』『スカイ・エスケイプ』『青春?』『微風のハンモック』『冬の街』『水玉模様のラブレター』
- RAG FAIR - 『君でなければ』（作詞・作曲）
- 渡辺典子 - 『花の色』『野ばらのレクイエム』『華やかなピリオド』

他多数

### その他
- 株式会社ユー・エス・イー 社歌『USE〜幸せへの道〜輝く太陽』（作詞・作曲・歌唱）
- 西南学院大学ボート部 部歌 - 『われ海の子は』、（作曲）
- 佐賀県イメージソング - 『風はみらい色』（補作詞・作曲・編曲・歌唱）
- JRグループ - こころ向き合う情景篇 CMソング（2005年）（作詞・作曲・歌唱）
- サントリー「なっちゃん」 - 機内サービス篇 CMソング（2006年）（編曲・歌唱）
- パナソニックリフォーム - 『いちばん幸せな場所になる』（作曲・歌唱）（この曲はパナソニックの女子社員が唄うバージョンもある）
- 西日本短期大学校歌 - 『この道を歩いて来たから』（作詞・作曲）[28]
- 第17回全国都市緑化とちぎフェア（マロニエとちぎ緑花祭2000） - 『ぱなぱなの歌』（作曲・プロデュース）：『ひまわりの家』のメロディーをそのまま利用し、歌詞を全国都市緑化とちぎフェア実行委員会が書き換えたもの[29]。

## 「みんなのうた」曲目
これまで以下の5曲が放送された。
1. 『切手のないおくりもの』:リンク先を参照。
2. 『空飛ぶ林檎』:1985年8 - 9月に放送。作曲を担当、作詞・松本隆、編曲・宮川晶。映像はリンゴを自然の風景に合成したものが使用された。CD・レコードともに未発売。
3. 『さようならコンサート』:1989年6 - 7月に放送。作詞・作曲・編曲。映像は大井文雄のアニメ。CD・レコードともに未発売。放送時期がチューリップの解散時期と重なった。
4. 『それがボクのおとうさん』:1997年2 - 3月に放送。作詞・作曲・編曲。映像はクレヨンしんちゃんの原作者臼井儀人が担当。なお、同年公開の映画『クレヨンしんちゃん 暗黒タマタマ大追跡』では、ソロシングル『ひまわりの家』がエンディング曲に採用されている。
5. 『想い出に話しかけてみた』:2022年2 - 3月に放送。作詞・作曲。編曲は息子の財津和典。1997年以来25年ぶりの登場。「みんなのうた60」の締め括りとして発表された。アニメーションは「切手のないおくりもの（1996年版）」と同じく「古川タク」が担当。2022年現在、この曲が最後の「みんなのうた」出演になっている。

## 著書（エッセイ集）
- 『謎の財津和夫』 1975年、シンコーミュージック
- 『もう笑わなくっちゃ』 1978年、シンコーミュージック
- 『財津和夫の人生ゲーム』 1980年、シンコーミュージック
- 『ぼくの法螺』 1981年、集英社、のち集英社文庫コバルト
- 『遅刻した少年』 1983年、集英社
- 『財津和夫の心のものさし』 1983年、CBSソニー出版 - 10組のゲストとの対談
- ポール・マッカートニー『ヤア！ブロードストリートストーリーブック』1985年、プロデュースセンター出版 - 歌について触れた部分を翻訳、他は斎藤早苗訳
- 『ペンとカメラのへたのよこず記』 1984年、講談社
- 『こんなに近くにいるのに』 1993年、PHP研究所
- 『心の旅、永遠に』 1998年、河出書房新社
- 『私のいらない 〜「心の旅」のいま』2013年、廣済堂新書
- 川上雄三共編『財津和夫 〜人生はひとつでも一度じゃない』2022年、集英社新書
- 『じじぃは蜜の味』 2023年、中央公論新社

## テレビ出演
- KISS YOU（1991年 よみうりテレビ MC 桂べかこと共演）
- 『つながるテレビ@ヒューマン』（2007年2月10日、21日、NHK総合）
- 『地球街道〜フェリーニへの道・映画の風景を探して〜』（2007年7月14日、21日、テレビ東京）
- 『SONGS〜チューリップ・ベスト』（2008年5月28日、NHK総合）
- 『西日本鉄道創立100周年記念特別番組　財津和夫の西鉄沿線・福岡再発見の旅!　〜思い出と新しい出逢いを乗せて〜』（2008年10月5日、BS朝日）
- 『ミューズの微笑み』（2008年10月 - 、NHK教育）不定期出演
- いのちの響（TBSテレビ）
- 『財津和夫“夕陽を追いかけて”〜チューリップと歩んだ40年〜』（2013年11月23日、NHK総合）
- 『ザ・ヒューマン「人生はひとつ　でも一度じゃない〜財津和夫〜」』（2021年2月7日、NHK BS1）

## 俳優業

### テレビ
- 『三男三女婿一匹』（1976年 - 1977年、TBS系）宝井隆史 役
- 日立テレビシティ『昭和ラプソディ』（1985年、TBS系）主演・服部良一 役
- 『恐怖』（1986年、日テレ系）
- 『恋人関係』（1988年、TBS系）
- 『九時まで待って』（1989年、日テレ系）
- 『想い出にかわるまで』（1990年、TBS系）カメラマン・水口浩二 役
- 『夜に海輝き』（1991年、NHK）
- 『愛情物語』（フジテレビ系、1993年）周平の友人・月岡一成 役
- 『走らんか!』（1995年 - 1996年、NHK）奥寺行生 役
- 『たったひとつの恋』（2006年、日テレ系）月丘雅彦 役

### ラジオ
- 『財津和夫の人生ゲーム』（1975年7月6日 - 1988年4月8日、東海ラジオ）[2]

- 『財津和夫の人生ゲーム21〜心の旅〜  』（2001年11月1日 - 2013年9月28日、東海ラジオ）他

- 『ニッセキハウスPresents 財津和夫の素敵な夜だから』（文化放送）

- 『グランドメゾン　プレゼンツ　財津和夫　虹の向こう側』（2021年4月 - 2024年2月、RKBラジオ）

- 『財津和夫　虹の向こう側』（2024年3月～、RKBラジオ）

### 映画
- 『メイン・テーマ』（1984年、角川映画）御前崎渡役
- 『そろばんずく』（1986年、東宝）クライアント波野役
- 『微熱少年』（1987年、東宝）広告代理店プロデューサー役
- 『つぐみ』（1990年、松竹）恭一の兄・高橋役など
- 『BANDAGE バンデイジ』（2010年、東宝）武部役
- 『ソラニン』（2010年、アスミック・エース）種田の父役